# Portada/article desembre 22

## Acròpoli d'Atenes
L'Acròpoli d'Atenes és l'acròpoli grega més important. L'Acròpoli era, literalment, la “ciutat alta” i estava present a la majoria de ciutats gregues, amb una doble funció: defensiva i com a seu dels principals llocs de culte. L'Acròpoli d'Atenes està situada sobre un turó a uns 165 metres per sobre del nivell de la ciutat. També és coneguda com Cecròpia en honor del llegendari home serp, Cècrops, rei d'Atenes.
L'Acròpoli d'Atenes va ser declarada Patrimoni de la Humanitat per la UNESCO l'any 1987 a París.